# Zora Folley
Zora Folley (Dallas, 27 maggio 1931 – Tucson, 7 luglio 1972) è stato un pugile statunitense sfidante al titolo mondiale dei pesi massimi nel 1967.

## Biografia
La sua famiglia si trasferì a Chandler (Arizona), subito dopo la sua nascita. Folley allevò con la moglie una famiglia con nove figli ed era un membro dell'amministrazione comunale di Chandler.

## Carriera pugilistica

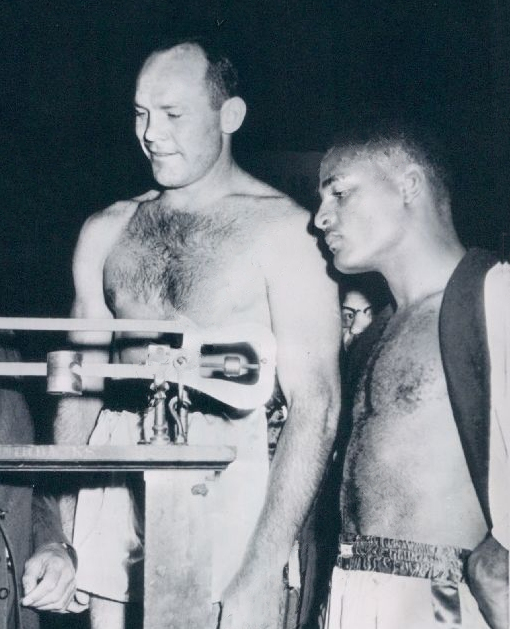
Zora Folley (a destra) durante le operazioni di peso prima del match contro Pete Rademacher (1958).

Professionista nei pesi massimi dal 1953, vanta una striscia iniziale positiva di 19 match consecutivi, con 18 vittorie e un solo pari. Conobbe la sconfitta per la prima volta nel giugno 1955, per abbandono, contro il quotato Johnny Summerline. Fu sconfitto un'altra volta per abbandono cinque mesi dopo da "Young" Jack Johnson. Iniziò, quindi, un'altra striscia di 18 vittorie consecutive. Tra queste, due vittorie ai punti, per decisione contrastata, con Wayne Bethea e una con Julius Griffin, per knock-out tecnico. Il 9 settembre 1958, a Daly City, fermò sul pari l'allora imbattuto Eddie Machen.
Nel prosieguo del 1958, Folley batté il campione olimpico uscente di Melbourne 1956 e già sfidante al titolo mondiale Pete Rademacher, da cui era stato battuto da dilettante. Fu poi sconfitto ai punti dal campione del Commonwealth britannico Henry Cooper, alla Wembley Arena di Londra.
Il 18 gennaio 1960, sempre a Daly City, Folley batté ai punti Eddie Machen, con verdetto unanime. Grazie a questa vittoria fu inserito al secondo posto nella classifica degli sfidanti al titolo mondiale dei pesi massimi. Il 18 luglio dello stesso anno salì allora sul ring di Denver per incontrare lo sfidante n. 1, il terribile Sonny Liston. Questi però, più pesante di 6,5 kg, gli inflisse una dura punizione mettendolo KO al terzo round.
Folley si rifece, prendendosi la rivincita su Henry Cooper, per KO al secondo round, sempre a Londra il 5 dicembre 1961. Incontrò poi i migliori massimi sulla scena mondiale  come Doug Jones (una vittoria ai punti e una sconfitta per KO nel 1962), Ernie Terrell (sconfitta ai punti nel 1963); tra il 1964 e il 1965 batté ai punti George Chuvalo, Oscar Bonavena e Bob Foster ma fu fermato sul pari dal tedesco Karl Mildenberger, alla Festhalle di Francoforte. 
Zora Folley ebbe la sua grande occasione quando incontrò Muhammad Ali, in una sfida valida per il titolo mondiale nel 1967. Subì una dura punizione, finendo KO al minuto 1:48 del settimo round. Scherzando, Muhammad Ali disse di Folley che era una persona così gentile che il riuscire a maltrattarlo prima nel match, come il campione del mondo faceva abitualmente con gli avversari, gli aveva procurato seri problemi.
Perse ancora ai punti contro i quotati Brian London e l'argentino Oscar Bonavena, in quest'ultimo caso per decisione controversa al Luna Park di Buenos Aires. Concluse la sua lunga carriera, durata diciassette anni, nel 1970.

## La misteriosa fine
In circostanze misteriose, l'8 luglio 1972 Folley fu rinvenuto ferito alla testa in modo gravissimo nella piscina di un motel in cui si era fermato durante un viaggio in visita ad un amico di Tucson, Arizona. Morì poche ore più tardi nell'ospedale della stessa città senza che fosse possibile rianimarlo. La morte di Folley fu archiviata come accidentale, ma esistono ancora teorie che sostengono essersi trattato di un delitto.
La città di Chandler gli ha dedicato un parco, lo Zora Folley Memorial Park. Nel 1998 la rivista The Ring lo ha collocato al 38º posto in una propria classifica dei migliori pesi massimi della storia del pugilato.